# Test KPSS
In statistica ed in econometria, il test KPSS (dal nome degli autori Kwiatkowski, Phillips, Schmidt e Shin) è un test di verifica d'ipotesi che si utilizza quando si vuole confrontare l'ipotesi nulla di stazionarietà di una serie storica autoregressiva con l'ipotesi alternativa che la serie abbia una (o più) radici unitarie.

## Descrizione
Il test si sviluppa sulle seguenti ipotesi:
- {\displaystyle H_{0}}: i dati derivano da un processo stazionario, o da un processo stazionario con tendenza in media (trend deterministico lineare);
- {\displaystyle H_{1}}: i dati derivano da un processo non stazionario.

Al fine di definire la statistica, si consideri il seguente modello autoregressivo:
{\displaystyle {\begin{aligned}x(t)&=v(t)+\theta v(t-1)\\y(t)&=\xi +\beta y(t-1)+x(t)\end{aligned}}}
La statistica del test è calcolata tramite i moltiplicatori di Lagrange:
{\displaystyle S={\frac {\left(T^{-2}\sum _{t=1}^{T}{\hat {S}}_{t}^{2}\right)}{\sigma _{\varepsilon }^{2}}}}
dove 
- {\displaystyle T} è la dimensione del campione;
- {\displaystyle \sigma _{\varepsilon }^{2}} è la varianza di long-run;
- {\displaystyle {\hat {S}}_{t}=\sum _{i}^{t}e(t)} è la somma parziale degli errori dalla regressione {\displaystyle y(t)}.